# Philippe Schmitt-Kopplin
Philippe Schmitt-Kopplin ist ein Wissenschaftler, der sich schwerpunktmäßig mit der chemischen Charakterisierung komplexer organischer Systeme mit Methoden der Instrumentellen Analytik befasst.

## Werdegang
Nach seinem Ingenieur-Studium von 1987 bis 1990 an der Ecole Nationale Supérieure d’Agronomie et des Industries Alimentaires (ENSAIA) am Institut National Polytechnique de Lorraine (INPL) in Nancy, promovierte Schmitt-Kopplin 1995 an der Technischen Universität München (TUM) am Institut für Ökologische Chemie (IÖC, Leitung Antonius Kettrup) der GSF (heute Helmholtz Zentrum München). Seine PostDoc-Zeit verbrachte er in den USA mit einem Stipendium vom US-National Research Council, an der US-Environmental Protection Agency, Athens, Georgia über Kapillarelektrophorese und Chiralität in der Umweltchemie. Von 1996 bis 2001 war er zunächst als Nachwuchswissenschaftler am IÖC der GSF in Attaching tätig. 2001 übernahm er dort die Leitung der Arbeitsgruppe BioGeomics, 2009 die Leitung der Abteilung BioGeoChemistry and Analytics im IÖC und ab 2011 die selbständige Abteilung Analytical Biogeochemistry (BGC). Schmitt-Kopplin ist auch Professor am Lehrstuhl für Analytische Lebensmittelchemie der TUM am TUM School of Life Sciences und Adjunct Professor der University of Maryland Center for Environmental Science am Chesapeake Biological Laboratory in Solomons, USA.

## Wissenschaftlicher Fokus
Schmitt-Kopplin kombiniert verschiedene hochauflösende analytische Verfahren wie Massenspektrometrie (u. a. FT-ICR-MS) und NMR mit unterschiedlichen Trennverfahren, wie beispielsweise Kapillarelektrophorese und UHPLC. Die auf diese Weise gewonnenen Datenmengen werden entsprechend statistisch/mathematisch aufgearbeitet und erlauben so, vorwiegend auf Basis kleiner Moleküle, die Charakterisierung komplexer biologischer (Metabolomics) und geologischer Systeme (organische Geochemie). Ein Schwerpunkt ist die Chemie der Mikrobiome/Holobionte und somit die Studie der Einflüsse mikrobieller Aktivitäten auf Umwelt und Gesundheit und deren Verknüpfung mit medizinischen und biologischen Metadaten. Dabei wird ein besseres Verständnis von Prozessen und Systemzusammenhängen auf chemischen Ebene, sowie die Identifikation von neuen Biomarkern angestrebt.
Beispiele für Schmitt-Kopplins Tätigkeitsfelder sind die Gewinnung von Erkenntnissen im Bereich der Chemie des Darm-Mikrobioms, dessen Regulierung mittels Ernährung oder mittels probiotischer Modulatoren bei Asthma/Allergien und zum Cholesterin-Stoffwechsel. Im Bereich der Lebensmittelchemie ist sein Fokus auf Thermoprozessen (u. a. Maillard-Chemie) und Fermentationsprozessen (Analyse von Champagner, Wein und Destillate). Im Bereich der Umweltchemie verfolgt er Themen wie die Bildung halogenierter Schadstoffe in der Trink- oder BallastwasserAufarbeitung, die Eutrophierung natürlicher Ökosysteme oder die Bioaktivität und Chemie von Aerosolen (natürliche und anthropogene) somit z. B. die Aufklärung der Auswirkung von Feinstaub auf Herpesviren-Infektionen. Natürliche Kohlenstoff- und Schwefel-Kreisläufe werden in vielen extremen/natürlichen Biogeosystemen beprobt und studiert (aride, hydrothermale, Süßwasser und marine Ökosysteme), um die biotische/abiotische Herkunft und Geschichte von gelösten organischen Verbindungen aufzuklären. Reine abiotische komplexe organische Systeme liegen in Meteoriten in einem organischen/mineralischen Kontinuum (Organometallik) vor und bilden die chemischen Bausteine des Lebens. Die Analytik in extraterrestrischem Material wurde in Pionierarbeiten dargestellt in Gesteinsmeteoriten und kohlenstoffhaltigen Meteoriten wie im Murchinson-Meteoriten.

## Publikationen (Auswahl)

### Beiträge in Fachzeitschriften
- Philippe Schmitt‐Kopplin, Moritz Frommberger: Capillary electrophoresis–mass spectrometry: 15 years of developments and applications. In: Electrophoresis. 24, Nr. 22–23, 2003, S. 3837–3867.
- Norbert Hertkorn, Ronald Benner, Moritz Frommberger, Philippe Schmitt-Kopplin, Matthias Witt, Karl Kaiser, Antonius Kettrup, John I Hedges: Characterization of a major refractory component of marine dissolved organic matter. In: Geochimica et Cosmochimica Acta. 70, Nr. 12, 2006, S. 2990–3010.
- N Hertkorn, M Frommberger, M Witt, BP Koch, Ph Schmitt-Kopplin, EM Perdue: Natural organic matter and the event horizon of mass spectrometry. In: Analytical chemistry. 80, Nr. 2, 2008, S. 8908–8919.
- Janet Jansson, Ben Willing, Marianna Lucio, Ages Fekete, Johan Dicksved, Jonas Halfvarson, Curt Tysk, Philippe Schmitt-Kopplin: Metabolomics reveals metabolic biomarkers of Crohn's disease. In: PloS one. 4, Nr. 7, 2009.
- Philippe Schmitt-Kopplin, Zelimir Gabelica, Régis D Gougeon, Agnes Fekete, Basem Kanawati, Mourad Harir, Istvan Gebefuegi, Gerhard Eckel, Norbert Hertkorn: High molecular diversity of extraterrestrial organic matter in Murchison meteorite revealed 40 years after its fall. In: Proceedings of the National Academy of Sciences. 107, Nr. 7, 2010, S. 2763–2768.
- David M Good, Petra Zurbig, Angel Argiles, Hartwig W Bauer, Georg Behrens, Joshua J Coon, Mohammed Dakna, Stephane Decramer, Christian Delles, Anna F Dominiczak, Jochen HH Ehrich, Frank Eitner, Danilo Fliser, Moritz Frommberger, Arnold Ganser, Mark A Girolami, Igor Golovko, Wilfried Gwinner, Marion Haubitz, Stefan Herget-Rosenthal, Joachim Jankowski, Holger Jahn, George Jerums, Bruce A Julian, Markus Kellmann, Volker Kliem, Walter Kolch, Andrzej S Krolewski, Mario Luppi, Ziad Massy, Michael Melter, Christian Neususs, Jan Novak, Karlheinz Peter, Kasper Rossing, Harald Rupprecht, Joost P Schanstra, Eric Schiffer, Jens-Uwe Stolzenburg, Lise Tarnow, Dan Theodorescu, Visith Thongboonkerd, Raymond Vanholder, Eva M Weissinger, Harald Mischak, Philippe Schmitt-Kopplin: Naturally occurring human urinary peptides for use in diagnosis of chronic kidney disease. In: Molecular & cellular proteomics., 2010.
- Susanne Krug, Gabi Kastenmüller, Ferdinand Stückler, Manuela J Rist, Thomas Skurk, Manuela Sailer, Johannes Raffler, Werner Römisch-Margl, Jerzy Adamski, Cornelia Prehn, Thomas Frank, Karl-Heinz Engel, Thomas Hofmann, Burkhard Luy, Ralf Zimmermann, Franco Moritz, Philippe Schmitt-Kopplin, Jan Krumsiek, Werner Kremer, Fritz Huber, Uwe Oeh, Fabian J Theis, Wilfried Szymczak, Hans Hauner, Karsten Suhre, Hannelore Daniel: The dynamic range of the human metabolome revealed by challenges. In: The FASEB Journal. 26, Nr. 6, 2012, S. 2607–2619.
- Olga P Popova, Peter Jenniskens, Vacheslav Emel’yanenko, Anna Kartashova, Eugeny Biryukov, Sergey Khaibrakhmanov, Valery Shuvalov, Yurij Rybnov, Alexandr Dudorov, Victor I Grokhovsky, Dmitry D Badyukov, Qing-Zhu Yin, Peter S Gural, Jim Albers, Mikael Granvik, Läslo G Evers, Jacob Kuiper, Vladimir Kharlamov, Andrey Solovyov, Yuri S Rusakov, Stanislav Korotkiy, Ilya Serdyuk, Alexander V Korochantsev, Michail Yu Larionov, Dmitry Glazachev, Alexander E Mayer, Galen Gisler, Sergei V Gladkovsky, Josh Wimpenny, Matthew E Sanborn, Akane Yamakawa, Kenneth L Verosub, Douglas J Rowland, Sarah Roeske, Nicholas W Botto, Jon M Friedrich, Michael E Zolensky, Loan Le, Daniel Ross, Karen Ziegler, Tomoki Nakamura, Insu Ahn, Jong Ik Lee, Qin Zhou, Xian-Hua Li, Qiu-Li Li, Yu Liu, Guo-Qiang Tang, Takahiro Hiroi, Derek Sears, Ilya A Weinstein, Alexander S Vokhmintsev, Alexei V Ishchenko, Phillipe Schmitt-Kopplin, Norbert Hertkorn, Keisuke Nagao, Makiko K Haba, Mutsumi Komatsu, Takashi Mikouchi, Chelyabinsk Airburst Consortium: Chelyabinsk airburst, damage assessment, meteorite recovery, and characterization. In: Science. 342, Nr. 6162, 2013, S. 1069–1073.
- Hannelore Daniel, Amin Moghaddas Gholami, David Berry, Charles Desmarchelier, Hannes Hahne, Gunnar Loh, Stanislas Mondot, Patricia Lepage, Michael Rothballer, Alesia Walker, Christoph Böhm, Mareike Wenning, Michael Wagner, Michael Blaut, Philippe Schmitt-Kopplin, Bernhard Kuster, Dirk Haller, Thomas Clavel: High-fat diet alters gut microbiota physiology in mice. In: The ISME journal. 8, Nr. 2, 2014, S. 295.
- Philippe Schmitt-Kopplin, Daniel Hemmler, Franco Moritz, Régis D Gougeon, Marianna Lucio, Markus Meringer, Constanze Müller, Mourad Harir, Norbert Hertkorn: Systems chemical analytics: introduction to the challenges of chemical complexity analysis. In: Faraday Discussions. 218, 2019, S. 9–28.

### Herausgeberschaften
- Philippe Schmitt-Kopplin (Hrsg.): Capillary Electrophoresis. Methods and Protocols (= Methods in Molecular Biology. 1483). 2. Auflage. Springer, Berlin; Springer New York; Humana Press, 2018, ISBN 978-1-4939-6403-1.
- Basem Kanawati, Philippe Schmitt-Kopplin (Hrsg.): Fundamentals and Applications of Fourier Transform Mass Spectrometry. Elsevier, 2019, ISBN 978-0-12-814013-0.